# Стефан Дичев
Стефан Николов Дичев е български писател.

## Биография
Роден и израсъл във Велико Търново. През 1938 г. завършва гимназия в родния си град, след което следва строително инженерство в Бърно, Чехия (по това време протекторат Бохемия и Моравия). Завършва право в Юридическия университет на Софийския университет през 1943 г.; асистент е по икономически науки (1944 – 1946), защитава кандидатска дисертация по държавно-стопански науки (1946). От 1948 е инспектор във Върховната стопанска камара. Има афинитет към политикономическите науки, но след деветосептемврийския преврат се отдава на писателска и редакторска дейност.
Стефан Дичев е директор и един от създателите на поредицата на български език „Световна класика“ на издателството „Народна култура“ (1967 – 1972). В поредицата издава романа на Михаил Булгаков „Майстора и Маргарита“, преди още да е взето решението за пускането му на книжния пазар в СССР, след което е уволнен от издателството. От 1962 до 1990 г. е главен редактор на основаното от него списание „Космос“. Младежкото научно четиво е едно от най-търсените, най-четените и най-обсъжданите по онова време.

## Творчество
В паметта на българските читатели Стефан Дичев остава с историческо-приключенските си романи. Той пресъздава части от родната история в увлекателни сюжети, смесвайки измислица с достоверност.
Първото му произведение е историческия роман „За свободата“ (1954 – 1956), излязъл в две части. В „За свободата“ Дичев експериментира с модела на романа-епопея. По този начин писателят успява да прокара представянето на няколко гледни точки, а за собствената си оценка запазва координиращо-обобщаваща функция.
Творчеството на писателя се фокусира върху философско-екзистенциално преосмисляне на историческите събития посредством илюстративно-приключенски четива, поради цензурата от страна на управляващата по това време България БКП.
Дичев отразява Освобождението и пресъздава художествено образите на най-значимите български исторически фигури от този период като Георги Раковски, Васил Левски, Христо Ботев, Христо Иванов-Големия, Найден Геров, Иванчо Хаджипенчович и други.
Стефан Дичев пише „Неуловимият“ – приключенски роман в стила на Емилио Салгари, с който предизвиква обществен скандал (впоследствие филмиран от Вили Цанков).
След десетоноемврийския преврат Стефан Дичев, подобно на Яна Язова, се захваща със своя Magnum opus – трилогията „Завоевателят на миражите“, която не успява да довърши, посветена на Александър Македонски. Стефан Дичев умира, пишейки третата част на своята трилогия.
Най-известното произведение на Стефан Дичев е екранизираният му роман „Пътят към София“, посветен на 100-годишния юбилей от възстановяването на българската държава. Това е и първият цветен многосериен филм, създаден в България.

## Памет
На Стефан Дичев е наречена улица в квартал „Кръстова вада“ в София (Карта).

## Произведения

### Романи
- „За свободата“ (1954 – 1956);
- „Рали“ (1960);
- „Пътят към София“ (1962);
- „Младостта на Раковски“ (1962);
- „Ескадронът“ (1968);
- „Крепости“ (1974);
- „В лабиринта“ (1977);
- „Съдбоносната мисия“ (1978);
- „Среща на силите“ (1978);
- „Подземията на Сен Жан д'Акр“ (1988);
- „Завоевателят на миражите“ (недовършен – 1999).

### Повести, драматургични и телевизионни сценарии
- „Първа българска легия“ (1960) – поема;
- „Отвъд отчаянието“ (1978) – драматургичен сценарий;
- „Суровото време“ (1981) – сценарий за телевизионен театър;
- „Демонът на империята“ (1971) – киносценарий;
- „Рали“ (1978) – киносценарий;
- „Пътят към София“ (1978) – киносценарий;
- „Среща на силите“ (1982) – киносценарий, посветен на Цариградската конференция.